# Два Джейка
«Два Джейка» (англ. The Two Jakes) — американский художественный фильм, сиквел фильма «Китайский квартал» 1974 года.

## Сюжет
1948 год. Лос-Анджелес. Предприимчивые граждане скупают земли и недвижимость в Южной Калифорнии. Риэлтеру средней руки Джейку Берману (Кейтель) удаётся значительно подняться на гребне этой коммерческой волны. Но идиллическая картина омрачена внезапными семейными неприятностями. Джейк подозревает жену Китти (Тилли) в измене и нанимает частного сыщика Джейка Гиттеса (Николсон). Получив неоспоримые доказательства своих подозрений, в состоянии аффекта Берман убивает любовника жены. Но полиция вполне обоснованно склоняется к версии о преднамеренном убийстве. Ведь погибший оказался главным компаньоном обманутого мужа. Вдова убитого тоже настаивает на этой версии.

## В ролях
- Джек Николсон — Дж. Дж. «Джейк» Гиттес
- Харви Кейтель — Джулиус «Джейк» Берман
- Мэделин Стоу
- Мэг Тилли — Китти Берман
- Илай Уоллак
- Дэвид Кит — Det. Lt. Loach

## Съёмочная группа
- Сценарист: Роберт Таун
- Режиссёр: Джек Николсон